# Tim Killiam
Timothy Scully Killiam (New York, 20 november 1947 – Amsterdam, 6 februari 2014) was een Amerikaans architect, fotograaf en tekenaar.
Van 1974 tot aan zijn overlijden in 2014 woonde en werkte Killiam in Amsterdam en maakte daar tekeningen, foto’s en etsen van vooral de panden van de Amsterdamse grachtengordel.
Killiam studeerde architectuur aan de Carnegie Mellon University (Pittsburg, Pennsylvania) en de Yale-universiteit (New Haven, Connecticut) en ontving aansluitend een studiebeurs naar Göteborg (Zweden). Na afronding van deze postdoctorale opleiding kocht hij in 1974 in Engeland een 'historische' houten zeilboot, restaureerde deze en zette zeil naar Zweden. Onderweg deed hij Amsterdam aan, ontmoette daar Marieke van der Zeijden, raakte gefascineerd door de historische architectuur van de Amsterdamse binnenstad en is nooit meer weggegaan. Killiam maakte er vervolgens zijn levenswerk van om de gevels van de Amsterdamse grachtengordel in hun actuele staat te documenteren.

## Amsterdamse Grachtengids
Naar voorbeeld van de Nederlandse plaatsnijder Caspar Philips (1732-1789) publiceerde Killiam in 1978 bij Uitgeverij Het Spectrum zijn 'Amsterdamse Grachtengids', een coproductie met Van der Zeijden met tekeningen van hemzelf en teksten van Hans Tulleners. In deze pocketboeken (zowel Nederlandse als Engelstalige uitgaven) staan tekeningen van de gevels van alle panden aan de vier hoofdgrachten van de grachtengordel, te weten: Singel, Herengracht, Keizersgracht en Prinsengracht. Naast de ca. 3000 geveltekeningen bevat de Grachtengids onder meer een geïllustreerd overzicht van typerende geveltypen, een uiteenzetting over de funderingen van de grachtenpanden en een geïllustreerde begrippenlijst van tientallen architectonische (stijl)elementen.
Daar waar Philips vermoedelijk de camera obscura heeft gebruikt (want zijn tekeningen waren volgens Killiam in elkaar gedrukt, waarschijnlijk ook om de rijtjes met huizen binnen de maximale maat van de persplaat te houden), gebruikte Killiam de fotografie van zijn Yashica-grootbeeldcamera als basis voor zijn lijntekeningen. Om de perspectivische vertekening zo klein mogelijk te maken (om een pand te kunnen fotograferen moet de camera enigszins achterover worden gehouden), fotografeerde Killiam vanaf een trapladder en werden in de doka de laatste vertekeningen op een hellende tafel gecorrigeerd. De afdrukken werden op Kerkstraat nr. 81 in de lay-out van het boek aan elkaar geplakt, de gevels aan beide zijden van de gracht precies tegenover elkaar gelegen, en overgetrokken op calqueerpapier.
Killiams Grachtengids is enkele malen in eigen beheer (Cityboek Productions) in herdruk geweest en bleef, ondanks de voortdurende veranderingen aan de panden, populair (ook antiquarisch) onder Amsterdamliefhebbers, bewoners van de grachtengordel en makelaars.

## De Amsterdamse grachtengordel in kleur
In 2000 bracht Killiam in eigen beheer een groot platenboek in kleur uit en een kleine pocket over het Singel, en in 2001 een groot platenboek over de Herengracht. Voor deze boeken vormden de gedigitaliseerde versies van de oorspronkelijke lijntekeningen (zo nodig bijgewerkt) van de Grachtengids de basis. Aangevuld met details als stoeppalen en gevellantaarns wordt de grachtengordel in deze boeken als een levend monument uitgebeeld; de huizen worden bewoond, er brandt licht achter de ramen en er zijn zelfs hier en daar gordijnen te bespeuren. De tekeningen werden ingekleurd door graficus Rolf Unger. Met behulp van informatie uit de gemeentearchieven werd elk pand voorzien van een korte toelichting, waaronder vermelding van de architect, de opdrachtgever (voor zover bekend) en het oorspronkelijke gevelmateriaal.
Op 15 november 2001 werd het eerste exemplaar van De Herengracht, De Amsterdamse grachtengordel in kleur op het gemeentearchief aan de Amsteldijk overhandigd aan wethouder Bea Irik.

## Diversen
Killiam maakte vanaf 1979 zijn jaarlijkse ‘Paaspuzzel’ voor Het Parool, waarbij de lezers werden aangemoedigd om op puzzeltocht door de stad te trekken en daarbij kennis te maken met de historische binnenstad. In zijn laatste Paaspuzzel (2011) moesten de krantenlezers op zoek naar beelden van Mercurius, de Romeinse god van de handel, reizigers en winst. Killiam zelf was de bedenker en bovendien was de fotografie van zijn hand. Hij fotografeerde ook honderden gevelstenen in Amsterdam, met diverse thema’s (o.a. dieren).

## T.S. Killiam Cityboek Stichting
Killiam financierde de totstandkoming van zijn collecties altijd zelfstandig en bracht zijn nalatenschap onder in de “T.S. Killiam Cityboek Stichting”, een stichting die o.a. ten doel heeft onderzoek te verrichten naar de historische stedenbouwkundige ontwikkeling van de Amsterdamse binnenstad, evenals het grafisch weergeven van de bebouwing van de Amsterdamse binnenstad.
- International Standard Name Identifier: 0000 0000 2104 7618
- Library of Congress Control Number: n78052689
- Nederlandse Thesaurus van Auteursnamen: 068117205
- Système universitaire de documentation: 230173136
- Virtual International Authority File: 35714819
- WorldCat: E39PBJxx9XmyKfGM4MgpfxjcT3